# James Obede Toney
James Obede Toney (ur. 5 sierpnia 1980) − ghański bokser, brązowy medalista mistrzostw Afryki w 1998.

## Kariera amatorska
W 1998 zdobył brązowy medal na mistrzostwach Afryki w Algierze, rywalizując w kategorii lekkośredniej. W 2000 zajął drugie miejsce w kwalifikacjach olimpijskich dla Afryki. W finale przegrał z Mohamedem Mesbahim, który wystąpił na igrzyskach olimpijskich w Sydney.

## Kariera zawodowa
Na ringu zawodowym zadebiutował 13 listopada 2000. 12 października 2001 został mistrzem Afryki w kategorii średniej, pokonując Sundaya Hammera. Karierę zakończył w 2010 z rekordem 24 zwycięstw, 3 porażek oraz jednym remisem.
Nie jest spokrewniony z amerykańskim bokserem Jamesem Toneyem.